# Alexandra af Hessen-Darmstadt
Alexandra af Hessen (født 6. juni 1872 i Darmstadt, død 17. juli 1918 i Jekaterinburg) var med sit russiske giftenavn Aleksandra Fjodorovna Ruslands sidste kejserinde (zarina). Hun var datter af Ludwig 4. af Hessen og Alice af Storbritannien, barnebarn af dronning Victoria af Storbritannien og tipoldebarn af kong Frederik Vilhelm 2. af Preussen.
Hun er kendt som bærer af den arvelige blødersygdom, hæmofili. Hun var en skarp fortaler for enevælden i Rusland, og bekendtskabet med Rasputin er også del af hendes eftermæle.

## Tiden i Tyskland

### Fødsel og barndom
Alexandra blev født den 6. juni 1872 i Neues Palais i Darmstadt som prinsesse Alix Viktoria Helene Luise Beatrix af Hessen og ved Rhinen. Hun var det sjette barn og den fjerde datter blandt de syv børn, som storhertug Ludvig 4. af Hessen og ved Rhinen fik med sin første hustru prinsesse Alice af Storbritannien, der var den næstældste datter af dronning Victoria af Storbritannien og prins Albert af Sachsen-Coburg og Gotha.
Hun blev døbt på sine forældres 10-års bryllupsdag den 1. juli 1872, hvor hun fik sin mors og samtlige hendes fire søstres navne i deres tyske form. Hendes mor skrev til Dronning Victoria: ”‘Alix’ we gave for ‘Alice’ as they murder my name here: ‘Ali-ice’ they pronounce it, so we thought ‘Alix’ could not so easily be spoilt.” Hendes faddere var Edward af Wales, Alexandra af Danmark, Storfyrst Alexander af Rusland, Dagmar af Danmark, Beatrice af Storbritannien, Augusta af Hessen-Kassel og Anna af Preussen. Hun havde kælenavnene Alicky og Sunny.
Hendes lillebror Prins Friedrich Wilhelm, kendt som "Frittie", døde tre år gammel i 1873 som følge af en hjerneblødning efter at være faldet ned fra et vindue, da han led af den arvelige sygdom hæmofili, der var udbredt blandt dronning Victorias efterkommere. Hele den storhertugelige familie med undtagelse af søsteren Elisabeth fik difteri i november og december 1878. Både moderen og den yngste af døtrene døde 10 dage før jul, da Alix blot var seks år gammel. Efter sin mors tidlige død voksede Alix op med sine tre søstre og bror primært i Storbritannien, hvor hun var tæt knyttet til sin bedstemor Dronning Victoria.

### Forlovelse
Alix havde fået ægteskabstilbud fra Albert Victor af Storbritannien. På trods af hans gode position som nummer to i tronfølgen i Storbritannien og familiens pres afslog hun tilbuddet. Det vakte alligevel dronning Victoria af Storbritanniens beundring.
Alix havde allerede mødt og forelsket sig i tronfølgeren storfyrste Nikolaj af Rusland. Der var gode forbindelser mellem de to fyrstehuse, så muligheden var nærliggende. De to mødtes første gang i 1884, og efter et besøg i Rusland i 1889 var der ingen vej tilbage. Imidlertid var kejser Aleksandr 3. af Rusland ikke begejstret for forbindelsen, da han var særdeles anti-tysk. Kejserinde Dagmar var af samme mening, især efter hendes far, Christian 9.'s nederlag i 1864. Kejseren så derimod positivt på en forbindelse med Hélène af Orléans, som både var smuk og rig, og desuden var hendes far, Filip af Orléans, arving til den franske trone. Selv om både Aleksandr og Dagmar pressede på, hjalp det ikke, og til syvende og sidst ville Hélène heller ikke. Zarparret så nu mod Margarete af Preussen, der var datter af kejser Frederik 3. af Tyskland. Men Nikolaj sagde, at han hellere ville abdicere og blive munk end at gifte sig med så kedelig en pige. Margarete ville heller ikke blive russisk-ortodoks. Alix havde også betænkeligheder ved at skifte religion for at blive zarina, men blev dog hurtigt troende i sin nye religion.
I begyndelsen af 1894 gjorde Aleksandr 3.'s helbred, at han gav efter for sønnens krav, og de unge blev forlovet i april i Coburg.

## Zarina i Rusland

### Bryllup
Aleksandr 3. af Rusland døde 49 år gammel den 1. november 1894, og Nikolaj besteg tronen som Nikolaj 2. Dagen efter blev Alix optaget i den russisk-ortodokse kirke, og var nu storfyrstinde Aleksandra Fjodorovna af Rusland. Brylluppet foregik i Vinterpaladset i Skt. Petersborg den 26. november 1894. Ved en procession til ære for den døde kejser blev der hvisket, at den nye kejserinde kom til os bag en kiste.
Kroningen af det nye kejserpar foregik den 14. maj 1896 i Uspenskij-katedralen i Kreml i Moskva. Under fejringen blev flere tusinder bønder trampet ihjel, da der opstod panik. Tragedien gjorde, at mange tænkte, at der nu var startet en ny grusom enevældig periode, hvor kejseren og hans "tyske kone" ville trampe befolkningen ned.

### Børnene
Det var af altoverskyggende betydning at producere en mandlig arving, da zarens døtre kunne ikke arve tronen i Rusland. I forhold til dette havde Alexandra og Nikolaj ikke heldet med sig de første mange år af deres ægteskab. Alexandra blev dybt religiøs og gjorde alt for at få en søn. Det lykkedes, da sønnen Aleksej kom til verden i 1904. Desværre stod det hurtigt klart, at drengen havde den arvelige blødersygdom, hæmofili, hvilket var en katastrofe, især da sygdommen kommer fra moderen. Alexandra tilbragte derfor al sin tid med at passe på sin svagelige søn.
Alexandra og Nikolaj fik fem børn:
1. Olga Nikolajevna af Rusland (født 3. november 1895, død 17. juli 1918)
2. Tatjana Nikolajevna af Rusland (født 29. maj 1897, død 17. juli 1918)
3. Maria Nikolajevna af Rusland (født 14. juli 1899, død 17. juli 1918)
4. Anastasia Nikolaevna af Rusland (født 5. juni 1901, død 17. juli 1918)
5. Aleksej Nikolajevitj af Rusland (født 30. juli 1904, død 17. juli 1918)

Derudover havde Alexandra mindst to aborter, henholdsvis en i 1896 og en i 1902.
De fire døtre blev særdeles interessante partier for europæiske fyrster. Men netop som de ældste døtre skulle debutere i det sociale liv, udbrød 1. verdenskrig. Det satte en stopper for alle sociale arrangementer.

## Undergangen

### Revolution
Efter Aleksejs fødsel holdt Alexandra sig for sig selv og brugte al sin tid på ham. Det, og det at hun var tysker, gjorde kun befolkningens had større. Dertil kom hendes aristokratiske afstand til folket, den arvelige blødersygdom, hendes beskyttelse af Aleksej og brug af mystikere som Rasputin. At landet nu var i krig med det Tyske Kejserrige gjorde kun ondt værre. Rusland led enorme tab under krigen, og til sidst var kejserfamiliens forhold til befolkningen uholdbar. I marts 1917 begyndte adskillige store optøjer i de russiske byer, og den 15. marts måtte Nikolaj 2. abdicere både for sig og sine efterkommere. Familien blev anbragt i husarrest i Tsarskoje Selo og videresendt til Tobolsk i Sibirien i august 1917.

### Jekaterinburg
I april 1918 ankom den kejserlige familie til Jekaterinburg, deres sidste opholdssted. Her blev de overvåget af 75 soldater, og Alexandra syede i smug adskillige af familiens ædelstene ind i sine og døtrenes livstykker. Den 17. juli 1918 kl. 02.15 blev familien vækket og stillet på linje. De fik besked om, at ingen i deres udenlandske familie havde ønsket at hjælpe dem, så de ville nu blive skudt. Nikolaj nåede kun at sige "Hvad..", inden han blev skudt adskillige gange i brystet. Alexandra forsøgte at vende sig, men blev skudt i hovedet lige over venstre øre. Resten af familien og trofaste tjenestefolk blev henrettet.

### Identifikation
Ligene blev først smidt i en mine lidt nord for Jekaterinburg. Kort efter blev de dog trukket op, alle skeletdele blev helt adskilt og smadret og hastigt begravet under jernbanesveller. Først i begyndelsen af 1990'erne kom der dokumenter og notater frem, som kunne føre til ligene og oplyse, hvad der var sket i 1918. De var alle fundet i 2008 efter DNA-prøver fra familien. Det var bl.a. en blodprøve fra Philip af Storbritannien (barnebarn til Alexandras søster), der fastslog Alexandras identitet. 

### Genbegravelse
Alexandra, Nikolaj og tre døtre blev genbegravet i Peter og Paul-katedralen i Skt. Petersborg i 1998.